# Riau
Riau là một tỉnh của Indonesia trên đảo Sumatra cạnh eo biển Malacca. Thủ phủ và thành phố lớn nhất của tỉnh này là Pekanbaru. Các thành phố lớn khác trong tỉnh là Dumai, Bangkinang và Siak Sri Indrapura.
Riau là một trong những tỉnh giàu có nhất ở Indonesia. Tỉnh này giàu tài nguyên thiên nhiên, nhất là dầu lửa và khí tự nhiên. Tỉnh này cũng là nơi trồng nhiều cao su và cọ lấy dầu.